# Music and Me (chanson)
Pour les articles homonymes, voir Music and Me.
Singles de Michael Jackson
With a Child's Heart
(1973) Happy
(1973)
Music and Me est un single de Michael Jackson sorti en 1973 sur le label Motown. Il est le deuxième single de l'album qui porte le même nom. Il a atteint la 34e place dans le classement des singles hollandais et la 49e place en Turquie.

## Classements
| Classement des singles (1973) | Meilleure position |
| ----------------------------- | ------------------ |
| Pays-Bas                      | 34                 |
| Turquie                       | 49                 |

## Crédits
- Les chants et chœurs sont assurées par Michael Jackson.
- Les autres chœurs sont assurées par d'autres voix.
- La musique est jouée par des musiciens de Los Angeles.
- D'autres chœurs sont faites par Marlon Jackson et Jackie Jackson.